# Kabupaten de Bojonegoro
Le kabupaten de Bojonegoro, en indonésien Kabupaten Bojonegoro, est un kabupaten d'Indonésie situé dans la province de Java oriental.

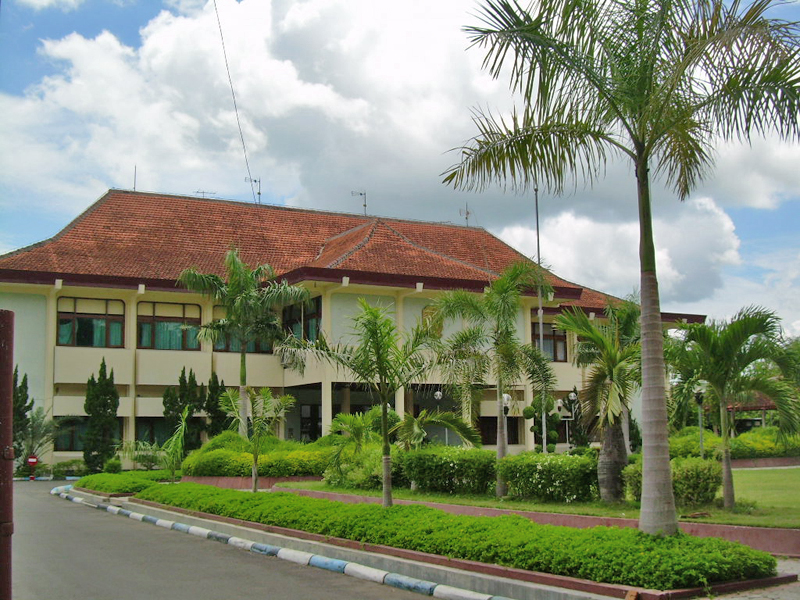
Le bureau du bupati

## Géographie
Le kabupaten est bordé :
- Au nord, par celui de Tuban,
- À l'est, par celui de Lamongan,
- Au sud, par ceux de Nganjuk, Madiun et Ngawi et
- À l'ouest, par la province de Java central.

## Histoire
Le fleuve Solo, qui relie les plaines fertiles du centre de Java au port de Tuban dans l'est de l'île, est depuis longtemps une importante voie de communication. Une série d'inscriptions sur plaque de cuivre datées de 1358 apr. J.-C., sous le règne du roi Hayam Wuruk de Majapahit (1350-89), donnent une liste de plus de vingt passages de bacs à travers la partie du Bengawan Solo en aval de Bojonegoro, qui s'appelait alors Matahun. Les régions agricoles de l'intérieur de Java pouvaient ainsi échanger leurs produits contre des épices des Moluques, de la céramique de Chine et autres produits.
L'autorité sur ces bacs était détenue par les puissances dominantes successives, à savoir les royaumes de Mataram, de Kediri, de Singasari et Majapahit. À l'époque de Hayam Wuruk, Matahun était un nagara (province) dont l'administration était confiée au prince Rajasawardhana, mari de la princesse Rajasaduhita Indudewi, une cousine du roi, elle-même gouverneur de Lasem sur la côte nord de Java.
Située sur le Pasisir, comme les Javanais appellent la côte nord de leur île, la région de Bojonegoro a été l'une des premières de Java à adopter l'islam. Elle a d'abord été sous l'autorité du royaume de Demak, puis du royaume de Mataram.
Le kabupaten fut créé en 1677, avec comme chef-lieu le village de Jipang dans l'extrémité occidentale, en réaction à la perte par Mataram du Pasisir, cédé à la VOC (Compagnie néerlandaise des Indes orientales). Bojonegoro devint ainsi une ville frontière entre Mataram et les territoires contrôlés par la VOC. Le chef lieu fut transféré à son emplacement actuel en 1725.

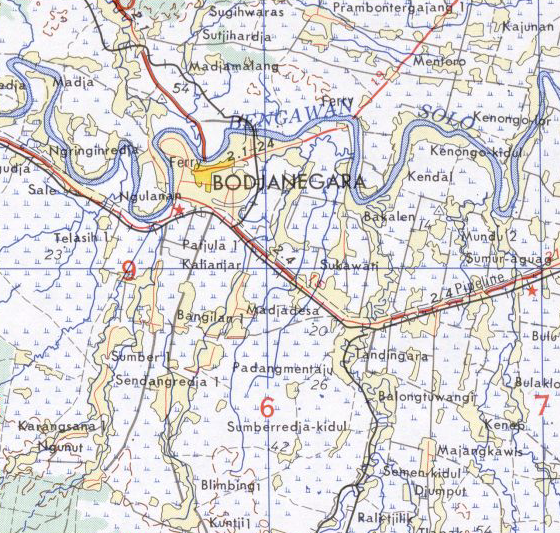
Carte de Bojonegoro vers 1950

Au XIXe siècle, le gouvernement colonial néerlandais crée la residentie (circonscription administrative) de Bojonegoro, formée du kabupaten et de ceux voisins de Tuban et Lamongan. La ville de Bojonegoro en devient le chef-lieu. À la tête des residenties, un resident néerlandais "conseillait" et supervisait les bupati, préfets choisis parmi la noblesse de robe javanaise, les priyayi.
Les Néerlandais introduisent la culture du tabac et du maïs, originaires d'Amérique. Ceux-ci deviennent des produits importants de Bojonegoro.
En 1894, la ligne de chemin de fer reliant Batavia à Surabaya par la côte nord en passant par Bojonegoro, est achevée. Ce progrès dans les transports permet une amélioration de l'exploitation du teck et un développement de l'urbanisation.
Dans les années 1950, le kabupaten de Bojonegoro est inclus dans la province de Java oriental. Le bupati est alors un petit-fils du dernier bupati de l'époque coloniale. Ce n'est qu'en 1968 qu'est nommé le premier régent qui ne soit pas d'origine nobiliaire. L'actuel est un ancien officier de l'armée de terre indonésienne. En 2008, la population de Bojonegoro doit pour la première fois élire son bupati au suffrage direct, à la suite d'un amendement de la constitution voté en 2002 par le MPR (parlement).

## Économie
Traditionnellement, la région de Bojonegoro est un important producteur de teck et de tabac.
En 2005, une nouvelle découverte fut faite par ExxonMobil sur le « bloc de Cepu », la plus grande de ces 30 dernières années. Les réserves seraient parmi les plus importantes d'Indonésie. Elles sont à cheval sur Java central et Java oriental. 10 % des revenus reviendront aux kabupaten de Blora, où se trouve Cepu, et Bojonegoro, qui recevront respectivement 3,3 % et 6,7 %.

## Population

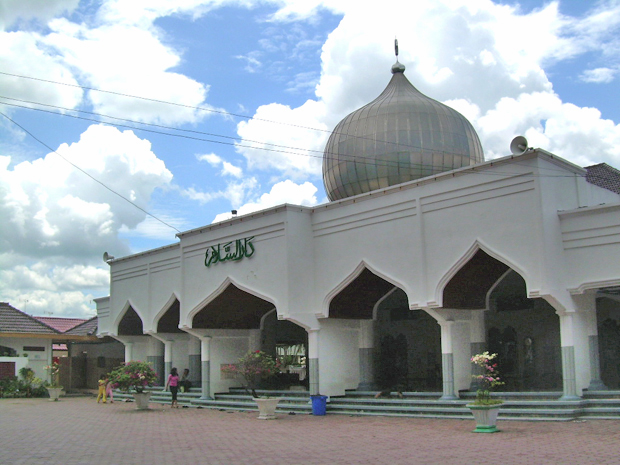
La mosquée Darussalam

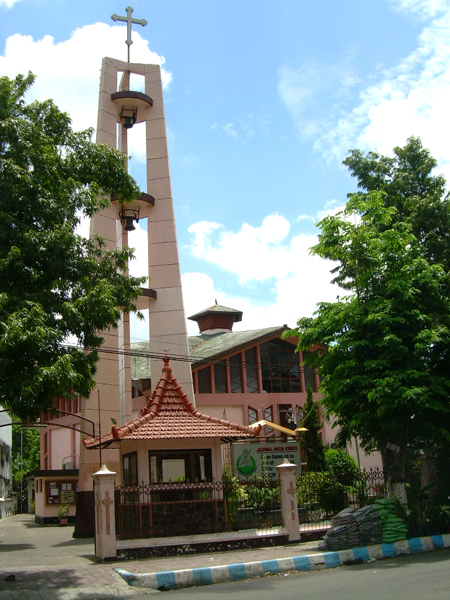
L'église Saint-Paul

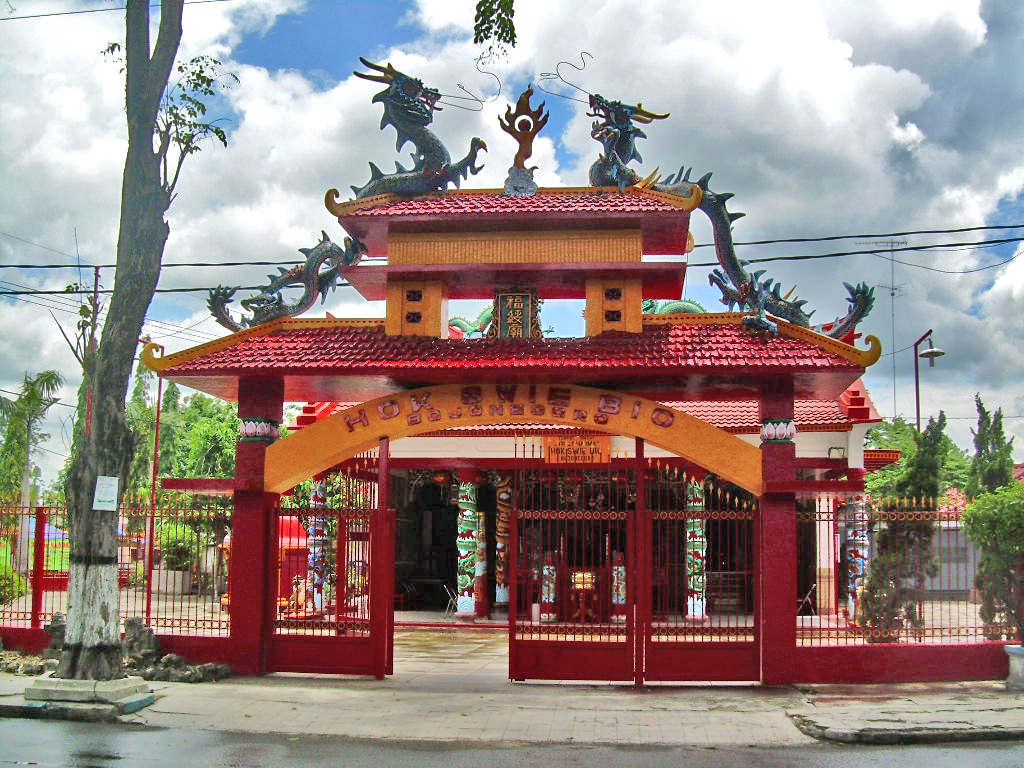
Le temple chinois Hok Shwie Bio

La majorité de la population est javanaise et surtout musulmane. Ville du Pasisir, Bojonegoro abrite une importante minorité d'origine chinoise. Les Chinois observent souvent les rites traditionnels chinois.
Il existe également une communauté coutumière, les Samin.